# 콤팩트 공간
수학에서 콤팩트 공간(영어: compact space) 또는 옹골 공간은 대략 경계 없이 무한히 뻗어나가지 않는 공간이다. 유클리드 공간의 부분 집합의 경우, 이는 닫힌 유계 집합과 동치이다.

## 정의
위상 공간 {\displaystyle X}에 대하여, 다음 조건들이 서로 동치이며, 이를 만족시키는 위상 공간을 콤팩트 공간이라고 한다.
- {\displaystyle X}의 모든 열린 덮개는 유한 부분 덮개를 갖는다. 즉, {\displaystyle X}의 임의의 열린 집합들의 집합 {\displaystyle {\mathcal {U}}}에 대하여, 만약 {\displaystyle \bigcup {\mathcal {U}}=X}라면, {\displaystyle \bigcup {\mathcal {U}}'=X}인 유한 집합 {\displaystyle {\mathcal {U}}'\subset {\mathcal {U}}}가 존재한다.
- 임의의 닫힌집합들의 집합 {\displaystyle {\mathcal {C}}\subset {\mathcal {P}}(X)}에 대하여, 만약 {\displaystyle {\mathcal {C}}}가 유한 교집합 성질을 만족한다면 (즉, 임의의 유한 집합 {\displaystyle {\mathcal {C}}'\subset {\mathcal {C}}}에 대하여 {\displaystyle \bigcap {\mathcal {C}}'\neq \varnothing }이라면), {\displaystyle \bigcap {\mathcal {C}}\neq \varnothing }이다.
- {\displaystyle X}의 열린 덮개가 사슬이라면, 유한 부분 덮개를 갖는다.
- 모든 열린 덮개 {\displaystyle {\mathcal {U}}\subset {\mathcal {S}}}가 유한 부분 덮개를 갖는 부분 기저 {\displaystyle {\mathcal {S}}\subset {\mathcal {P}}(X)}가 존재한다.
- 임의의 필터 {\displaystyle {\mathcal {F}}\subset {\mathcal {P}}(X)}에 대하여, (하나 이상의 점으로) 수렴하는 필터 {\displaystyle {\mathcal {F}}'\supset {\mathcal {F}}}가 존재한다.
- {\displaystyle X} 위의 모든 그물은 수렴 부분 그물을 갖는다.
- {\displaystyle X} 위의 모든 필터는 집적점을 갖는다.
- {\displaystyle X} 위의 모든 그물은 집적점을 갖는다.
- {\displaystyle X} 위의 모든 극대 필터는 (하나 이상의 점으로) 수렴한다.
- {\displaystyle X} 위의 모든 극대 그물은 (하나 이상의 점으로) 수렴한다.
- {\displaystyle X}는 린델뢰프 공간이며 가산 콤팩트 공간이다.
- 임의의 위상 공간 {\displaystyle Y}에 대하여, 사영 함수 {\displaystyle X\times Y\to Y}는 (정의역에 곱위상을 부여하였을 때) 닫힌 함수이다.
- 임의의 정규 하우스도르프 공간 {\displaystyle Y}에 대하여, 사영 함수 {\displaystyle X\times Y\to Y}는 (정의역에 곱위상을 부여하였을 때) 닫힌 함수이다.
- 모든 무한 집합 {\displaystyle S\subseteq X}는 완비 집적점을 갖는다.

## 성질
콤팩트 공간의 닫힌 집합은 콤팩트 공간이다. 임의의 수의 콤팩트 공간들의 곱공간은 콤팩트 공간이다 (티호노프 정리).
하우스도르프 공간의 콤팩트 부분 집합은 닫힌 집합이다. 그러나 이는 하우스도르프 공간이 아닌 공간에서는 성립하지 않을 수 있다.
어떤 합집합에 의해 보존되는 성질이 콤팩트 공간에서 국소적으로 성립한다면, 이는 대역적으로도 성립한다.:18 즉, 위상 공간의 성질 {\displaystyle P}가 다음 조건을 만족시킨다고 하자.
- 어떤 위상 공간 {\displaystyle X}의 부분 집합 {\displaystyle A}, {\displaystyle B}가 성질  {\displaystyle P}를 만족시키면, {\displaystyle A\cup B} 역시 성질 {\displaystyle P}를 만족시킨다.

콤팩트 공간 {\displaystyle X}에서, 성질 {\displaystyle P}가 국소적으로 성립한다고 하자. 즉,
- 임의의 점 {\displaystyle x\in X}에 대하여, 성질 {\displaystyle P}를 만족시키는 열린 근방 {\displaystyle N\ni x}가 존재한다.

그렇다면 {\displaystyle X}는 성질 {\displaystyle P}를 (대역적으로) 만족시킨다.

### 유클리드 공간의 콤팩트 집합
유클리드 공간 {\displaystyle \mathbb {R} ^{n}}의 임의의 부분 집합 {\displaystyle S\subset \mathbb {R} ^{n}}에 대해 다음 조건들이 서로 동치이다.
- {\displaystyle S}는 콤팩트 집합이다.
- (하이네-보렐 정리) {\displaystyle S}는 닫힌 집합이며 유계 집합이다.
- {\displaystyle S}는 가산 콤팩트 집합이다.
- {\displaystyle S}는 점렬 콤팩트 공간이다.
- {\displaystyle S}는 극한점 콤팩트 공간이다.

### 범주론적 성질
콤팩트 공간인 하우스도르프 공간과 (닫힌) 연속 함수들은 범주 {\displaystyle \operatorname {CommpHaus} }를 이룬다. 이 범주에서, 전사 사상은 전사 함수인 연속 함수이다.

### 집합론적 성질
선택 공리를 비롯한 추가적인 공리를 가정하지 않을 경우, 콤팩트 공간의 정의로서 사용되는 여러 조건들은 체르멜로-프렝켈 집합론에서 더 이상 동치가 아니게 된다.
체르멜로-프렝켈 집합론 속에서, 위상 공간 {\displaystyle X}에 대하여 다음 조건들을 생각하자.
- (A) 모든 열린 덮개가 유한 부분 덮개를 갖는다. (⇔모든 필터가 집적점을 갖는다.)
- (B) 모든 극대 필터가 수렴한다.
- (C) 모든 덮개 {\displaystyle {\mathcal {U}}\subset {\mathcal {S}}}가 유한 부분 덮개 {\displaystyle {\mathcal {U}}'\subset {\mathcal {U}}}를 갖게 되는 부분 기저 {\displaystyle {\mathcal {S}}\subset {\mathcal {P}}(X)}가 존재한다.
- (D) 모든 사슬인 열린 덮개가 유한 부분 덮개를 갖는다.
- (F) 모든 무한 집합이 완비 집적점을 갖는다.

그렇다면 다음 함의 관계가 성립한다.
- (A) ⇒ (C) ⇒ (B)
- (A) ⇒ (D) ⇒ 가산 콤팩트 공간
- (A) ⇒ 극한점 콤팩트 공간
- (F) ⇒ 극한점 콤팩트 공간

다음이 서로 동치이다.
- 선택 공리
- 조건 (A)와 (F)는 서로 동치이다.
- 조건 (B)와 (F)는 서로 동치이다.
- 조건 (C)와 (F)는 서로 동치이다.
- 조건 (A), (B), (C), (D), (F)는 서로 동치이다.
- 조건 (A)를 만족시키는 위상 공간들의 곱공간은 조건 (A)를 만족시킨다.
- 조건 (F)를 만족시키는 위상 공간들의 곱공간은 조건 (F)를 만족시킨다.
- 위상이 유한한 위상 공간들의 곱공간은 조건 (A)를 만족시킨다.
- 유한 개의 조건 (F)를 만족시키는 위상 공간들의 곱공간은 조건 (F)를 만족시킨다.
- 임의의 기수 {\displaystyle \kappa }에 대하여, 두 점 이산 공간의 곱공간 {\displaystyle 2^{\kappa }}는 조건 (F)를 만족시킨다.
- 조건 (F)를 만족시키는 하우스도르프 공간의 범주는 하우스도르프 공간의 범주 {\displaystyle \operatorname {Haus} }의 전반사 부분 범주(영어: epireflective subcategory)이다.

다음이 서로 동치이다.
- 불 소 아이디얼 정리(영어: boolean prime ideal theorem)
- 조건 (A)와 (B)는 서로 동치이다.
- 조건 (A), (B), (C)는 서로 동치이다.
- 유한 위상 공간들의 곱공간은 조건 (A)를 만족시킨다.
- 조건 (A)를 만족시키는 하우스도르프 공간들의 곱공간은 조건 (A)를 만족시킨다.
- 임의의 기수 {\displaystyle \kappa }에 대하여, 두 점 이산 공간의 곱공간 {\displaystyle 2^{\kappa }}는 조건 (A)를 만족시킨다.
- 조건 (A)를 만족시키는 하우스도르프 공간의 범주는 하우스도르프 공간의 범주 {\displaystyle \operatorname {Haus} }의 전반사 부분 범주(영어: epireflective subcategory)이다.

다음이 서로 동치이다.
- 선택 공리가 성립하거나, 아니면 모든 극대 필터는 주 필터이다.
- 조건 (B)를 만족시키는 위상 공간들의 곱공간은 조건 (B)를 만족시킨다.

## 예
{\displaystyle \mathbb {R} }의 부분집합 중 닫힌 구간 [0, 1]은 콤팩트이나, 정수의 집합 {\displaystyle \mathbb {Z} }는 유계 집합이 아니므로 콤팩트하지 않다. 또한, 반열린 구간 [0, 1)도 닫혀 있지 않으므로 콤팩트하지 않다.
- 공집합은 콤팩트 공간이다.
- 임의의 유한 집합은 어떤 위상이 주어지든 콤팩트하다. 보다 일반적으로, 유한 위상(열린집합의 수가 유한 개)이 주어진 임의의 위상 공간은 콤팩트하다.
- 닫힌 구간 [0, 1]은 콤팩트하다. 이는 하이네-보렐 정리로부터 나오는 결과이다. 반열린 구간 (0,1]의 경우, 이에 대한 열린 덮개 {\displaystyle \left({\frac {1}{n}},1\right]\ (n=1,2,\cdots )}가 유한 부분덮개를 갖지 않기에, 콤팩트하지 않다.
- 임의의 자연수 {\displaystyle n}에 대해, {\displaystyle n}차원 구는 콤팩트하다. 하이네-보렐 정리에 의해, 임의의 유한 차원 노름 공간의 닫힌 단위공(closed unit ball)은 콤팩트하다. 단, 이는 무한차원 공간에 대해서는 성립하지 않는다.
- 칸토어 집합은 콤팩트하다. p진 정수의 집합은 칸토어 집합과 위상동형이므로 콤팩트하다.
- 쌍대 유한 위상이 주어진 임의의 공간은 콤팩트하다.
- 임의의 국소 콤팩트한 하우스도르프 공간은 한 점을 추가해서 콤팩트 집합으로 만들 수 있는데, 이를 알렉산드로프 콤팩트화라고 한다. 직선 {\displaystyle \mathbb {R} }의 알렉산드로프 콤팩트화는 원 {\displaystyle S^{1}}과 위상동형이며, 평면 {\displaystyle \mathbb {R} ^{2}}의 알렉산드로프 콤팩트화는 구 {\displaystyle S^{2}}와 위상동형이다.
- 임의의 가환환이나 불 대수의 스펙트럼은 콤팩트 공간이다.
- 힐베르트 입방체는 콤팩트하다.

## 관련 개념
콤팩트 공간의 성질을 보다 잘 이해하고 그와 유사한 공간들을 다루기 위해 다음과 같이 여러 가지로 콤팩트 개념이 개발되어 있다.
1. 뇌터 공간
2. 국소 콤팩트 공간
3. 가산콤팩트 공간
4. 극한점 콤팩트 공간
5. 린델뢰프 공간
6. 점렬 콤팩트 공간
7. 파라콤팩트 공간
8. 유사콤팩트 공간
9. 메조콤팩트 공간
10. 메타콤팩트 공간
11. 직교 콤팩트 공간
12. 시그마 콤팩트 공간
13. 반콤팩트 공간
14. 초콤팩트 공간
15. 희박 콤팩트 공간
16. 준파라콤팩트 공간

### 개념들 간의 함의 관계
이 개념들 사이의 관계를 정리하면 다음과 같다.
1. 뇌터 → 콤팩트
2. 초콤팩트 → 콤팩트
3. 콤팩트 → 국소 콤팩트
4. 콤팩트 → 반콤팩트 → 시그마 콤팩트 → 린델뢰프
5. 린델뢰프이고 가산콤팩트 → 콤팩트
6. 국소 콤팩트이고 린델뢰프 → 반콤팩트
7. 콤팩트 → 가산콤팩트 → 유사콤팩트
8. 점렬 콤팩트 → 가산콤팩트 → 극한점 콤팩트
9. 제1 가산 가산콤팩트 → 점렬 콤팩트
10. T1 공간에서 점렬 콤팩트, 가산콤팩트, 극한점 콤팩트는 동치.
11. T4 유사콤팩트 → 가산콤팩트
12. 콤팩트 → 희박 콤팩트 → 유사콤팩트
13. 희박 콤팩트이고 파라콤팩트 → 콤팩트
14. 유사콤팩트 완비 정칙 공간 → 희박 콤팩트
15. 거리화 가능 공간에서 콤팩트, 가산콤팩트, 점렬 콤팩트, 극한점 콤팩트, 유사콤팩트, 희박 콤팩트는 동치.
16. 린델뢰프 정칙 공간 → 파라콤팩트 (모리타의 정리)
17. 콤팩트 → 파라콤팩트 → 메조콤팩트 → 메타콤팩트 → 직교 콤팩트
18. 파라콤팩트 정칙 공간 → 준파라콤팩트

## 역사
'콤팩트'라는 표현은 1906년에 모리스 르네 프레셰가 도입했다.
한때는 '콤팩트'라는 표현이 '점렬 콤팩트'(모든 점렬이 수렴하는 부분 점렬을 갖는다)를 의미하기도 했다. 이는 현대적인 위상 공간의 정의가 나타나기 이전 이 분야에서 주로 위상 공간의 특수한 예인 거리화 가능 공간만이 다루어졌고, 거리화 가능 공간에서는 콤팩트와 점렬 콤팩트가 동치이기 때문이었다. 보다 일반적인 위상 공간이 본격적으로 연구되면서 덮개를 이용한 정의가 대두되었고, 과거에 거리화 가능 공간에 대해 증명된 많은 결과들은 새로운 정의를 이용해 일반적인 위상 공간에 대해 확장될 수 있었다. 이와 같은 일반화는 특히 함수 공간의 연구에 유용하게 쓰였는데, 함수 공간들은 많은 경우 거리화 가능 공간이 아니기 때문이다.
니콜라 부르바키를 비롯한 몇몇 저자들은 위의 의미에서 '준콤팩트'(영어: quasicompact)라는 표현을 사용하고, '콤팩트'라는 표현은 하우스도르프이고 콤팩트한 공간을 가리킬 때 쓴다.

## 같이 보기
- 콤팩트 생성 공간
- 콤팩트성 정리
- 린델뢰프 공간
- 메타콤팩트 공간
- 직교 콤팩트 공간
- 파라콤팩트 공간
- 완전 유계 공간
- 상대 콤팩트 집합